# بخش سالم (شهرستان واشینگتن، اوهایو)
بخش سالم (به انگلیسی: Salem Township) یک منطقهٔ مسکونی در ایالات متحده آمریکا است که در شهرستان واشینگتن، اوهایو واقع شده‌است.
 بخش سالم ۷۲٫۴ کیلومتر مربع مساحت و ۱٬۱۳۰ نفر جمعیت دارد و ۲۴۹ متر بالاتر از سطح دریا واقع شده‌است.